# 盧淵 (明朝)
盧淵（？年—？年），字光潛，晚號釣叟，廣東香山縣（今廣東省中山市）人。明朝政治人物，成化甲辰進士。

## 生平
成化二十年（1484年）甲辰科進士。官江西新淦縣知縣，因議地方利弊，得罪上官去職。居家以詩文自娛。